# Aczarkut
Aczarkut – wieś w Armenii, w prowincji Tawusz. W 2011 roku liczyła 200 mieszkańców.